# Andrena funerea
Andrena funerea är en biart som beskrevs av Warncke 1967. Andrena funerea ingår i släktet sandbin, och familjen grävbin. Inga underarter finns listade i Catalogue of Life.